# GAC Group

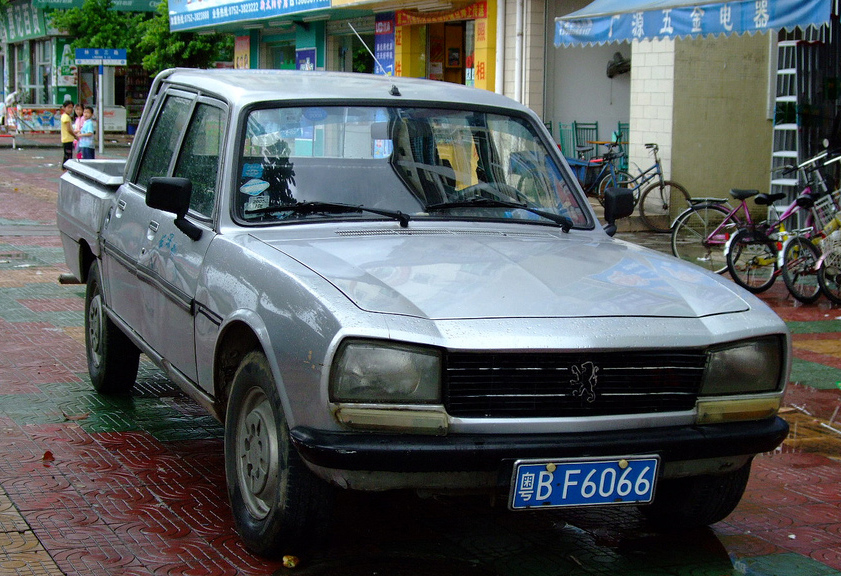
Guangzhou Peugeot 504 (1997)

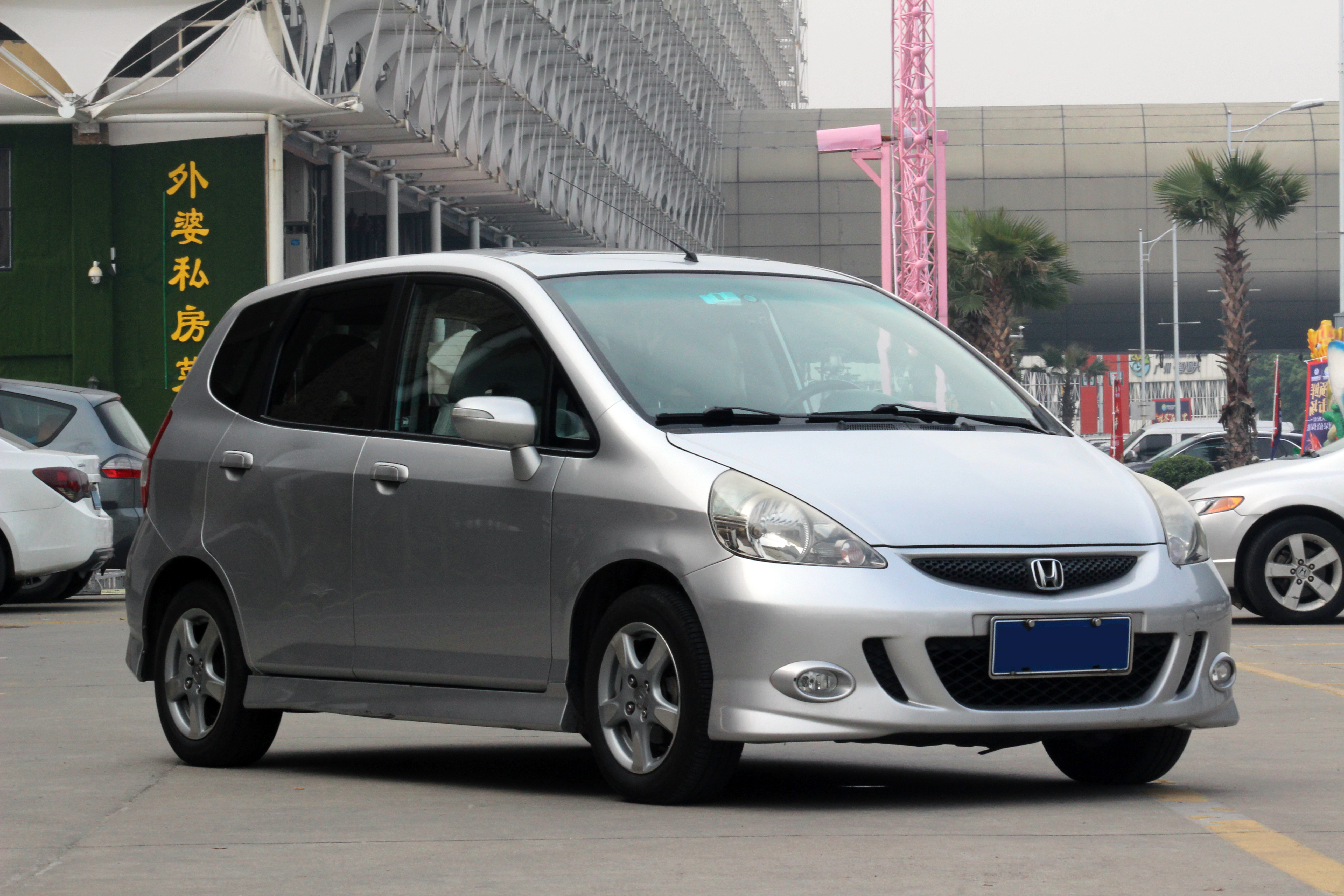
GAC Honda Fit (2004)

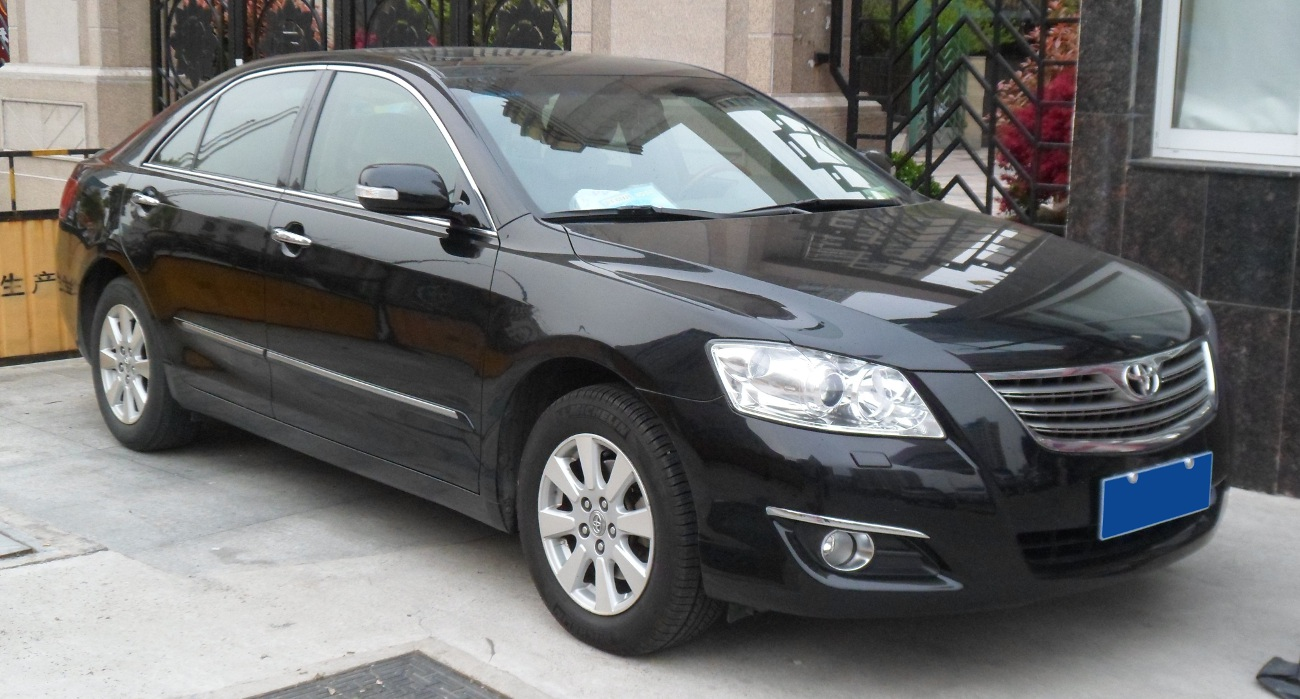
GAC Toyota Camry (2012)

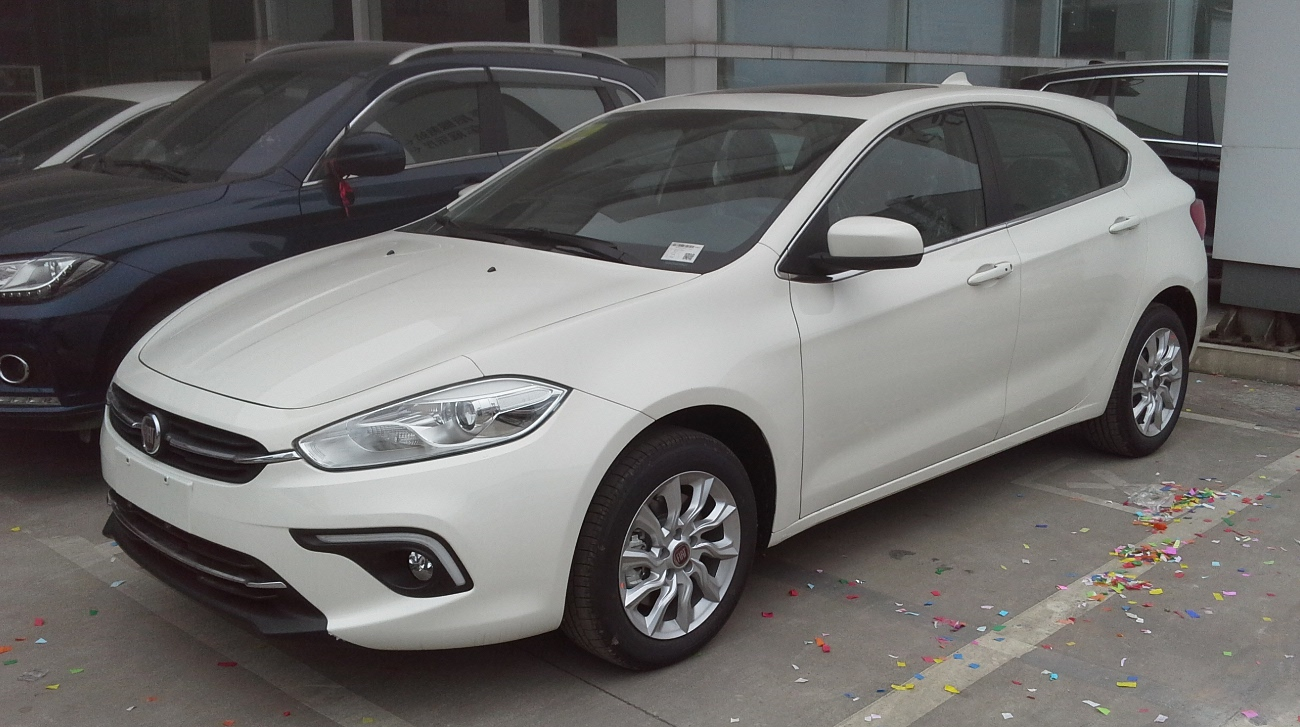
GAC Fiat Ottimo (2014)

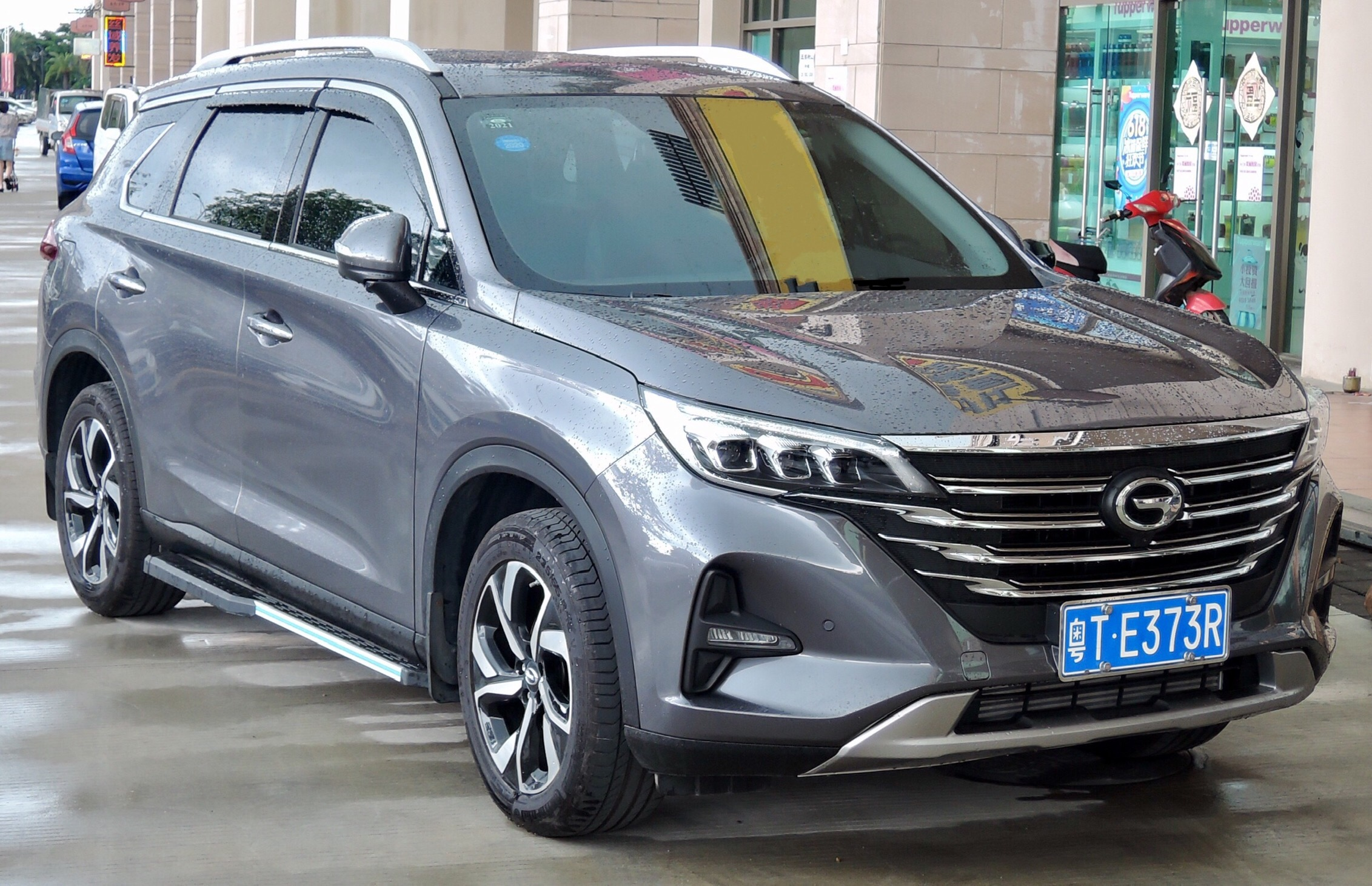
GAC Trumpchi GS5 (2019)

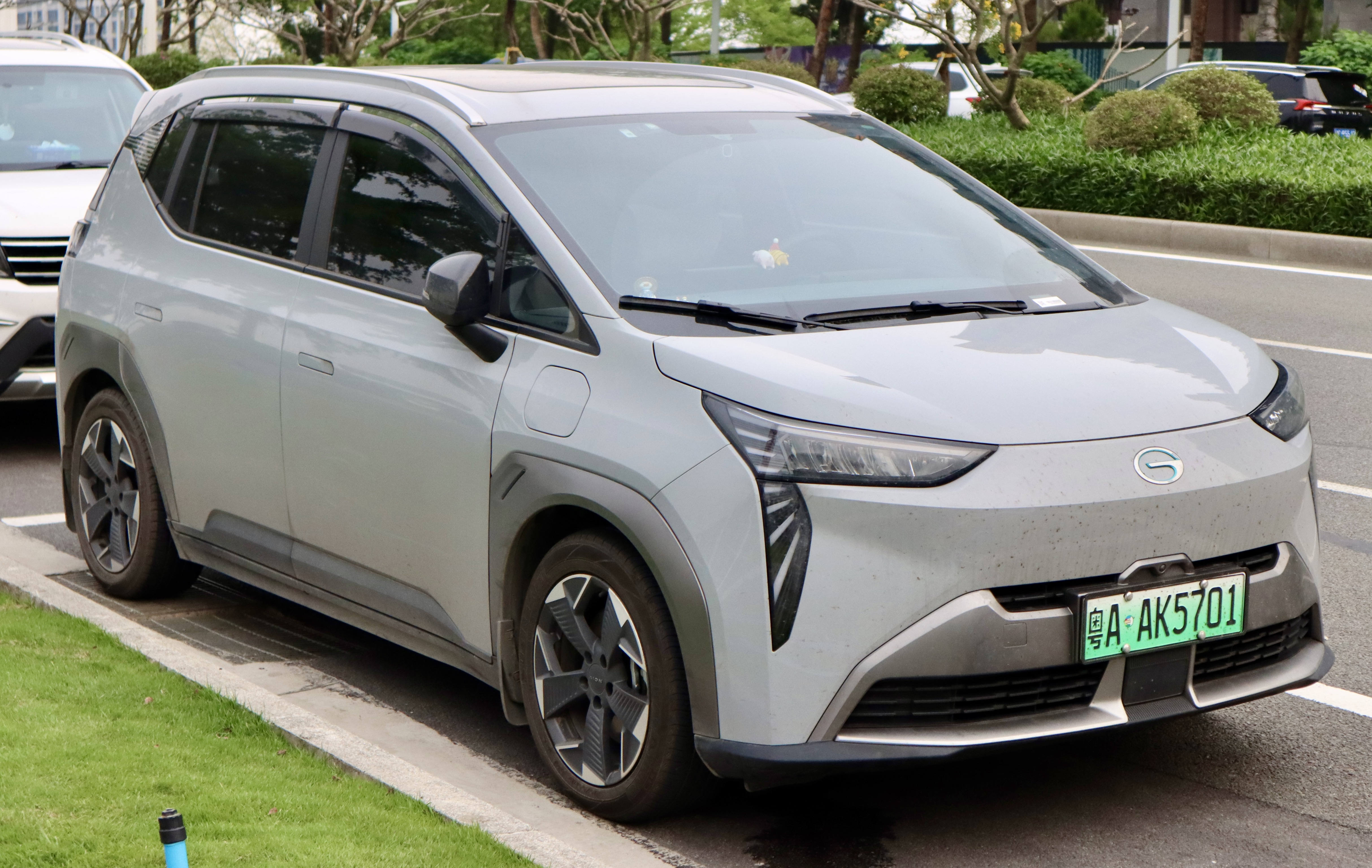
GAC Aion Y Plus (2021)

GAC Group (chiń. upr. 广汽集团) – chiński państwowy koncern motoryzacyjny, z siedzibą w Kantonie, działający od 1997 roku. Należy do chińskiego holdingu GAIG.

## Struktura koncernu

### Marki

#### Obecne
- GAC Motor – chiński producent samochodów osobowych działający od 2008 roku,
  - GAC Trumpchi – marka samochodów GAC na wewnętrznym rynku chińskim, działająca od 2008 roku,
- GAC Aion – chiński producent elektrycznych samochodów osobowych działający od 2017 roku,
  -     - Aion – chińska marka elektrycznych samochodów osobowych działająca od 2022 roku,
    - Hyptec – chińska marka elektrycznych samochodów osobowych działająca od 2022 roku.

  - Hycan – chiński producent elektrycznych samochodów osobowych działający od 2019 roku,

#### Wycofane
- Gonow(inne języki) – dawny chiński producent samochodów, istniejący w latach 2003–2016, należący do GAC w latach 2010–2016.
- Changfeng – dawny chiński producent samochodów, istniejący w latach 1950–2021, należący do GAC w latach 2009–2021,
  - Leopaard – dawna marka samochodów, istniejąca w latach 2014–2021.

### Spółki joint-venture

#### Obecne
- GAC Wuyang-Honda – chińskie joint-venture oferujące motocykle i skutery Wuyang, działające od 1992 roku,
- GAC Honda – chińsko-japońskie joint-venture oferujące samochody Acura i Honda, działające od 1998 roku,
  - Everus – dawna marka elektrycznych samochodów, istniejąca w latach 2008–2020.
- GAC Toyota(inne języki) – chińsko-japońskie joint-venture oferujące samochod Toyota, działające od 2004 roku,
  - Leahead – dawna marka elektrycznych samochodów, istniejąca w latach 2014–2018.
- GAC Hino(inne języki) – chińsko-japońskie joint-venture oferujące samochody użytkowe Hino, działające od 2007 roku,
- GAC BYD(inne języki) – chińskie joint-venture oferujące autobusy GAC, działające od 2013 roku,

#### Dawne
- Guangzhou Peugeot(inne języki) – chińsko-japońskie joint-venture oferujące samochody Mitsubishi, działające w latach 1985–1997,
- Guangzhou Isuzu – chińsko-japońskie joint-venture oferujące samochody użytkowe Isuzu, działające w latach 2000–2008,
- GAC Mitsubishi(inne języki) – chińsko-japońskie joint-venture oferujące samochody Mitsubishi, działające w latach 2014–2018,
- GAC FCA(inne języki) – chińsko-amerykańsko-włoskie joint-venture oferujące samochody Fiat i Jeep, działające w latach 2009–2021,

### Inne
- Denway Motors – chiński fundusz inwestycyjny z siedzibą w Hongkongu, działający od 1992 roku.

## Historia

### Początki
W 1997 roku władze chińskiej prowincji Guangdong utworzyły przedsiębiorstwo Guangzhou Automobile Group i odtąd reprezentujące inwestycje tego państwowego organu w branży motoryzacyjnej trwające od 1948 roku. W 1998 roku GAC stał się współwłaścicielem nowo powstałego joint venture z japońską Hondą, które jako Guangzhou Honda rozpoczęło lokalną produkcję jej produktów na potrzeby rynku chińskiego. W 2000 roku władze Guangdong podjęły decyzję o utworzeniu holdingu GAIG z połączenia Guangzhou Automobile Group i siostrzanego Guangzhou Motors Group Company, czyniąc odtąd GAC Group spółką-córką.
Na pierwszą dekadę XXI wieku przypadł intensywny rozwój operacji GAC Group w sektorze spółek joint-venture z japońskimi potentatami branży motoryzacyjnej, inicjując Guangzhou Isuzu w 2000 roku i Guangzhou Toyota w 2004 roku. W 2005 roku skrótowiec GAG został zastąpiony przez nową nazwę handlową, GAC Group. W 2008 roku zdecydowano się z kolei odejść od chińskiej nazwy miasta siedziby firmy w nazewnictwie spółek joint-venture, Guangzhou, zastępując ją przedrostkiem GAC. Tym sposobem partnerstwo z Hondą i Toyotą przemianowano na GAC Honda i GAC Toyota, a założona pod koniec 2007 roku kolejna spółka z Hino Motors otrzymała ostatecznie nazwę GAC Hino.

### Ekspansja
W 2008 roku GAC Group utworzyło swoją własną markę samochodów GAC Motor, która dwa lata później przedstawiła swój pierwszy samochód - GAC Trumpchi GA5 oparte na platformie Alfa Romeo 166 odkupionej od Fiata. Na przełomie pierwszej i drugiej dekady XXI wieku macierzysty koncern GAC Group poszerzył z kolei swoje portfolio o kolejne w pełni chińskie marki, w 2010 roku kupując większościowy pakiet akcji w Changfeng Motor i w całości przejmując innego producenta samochodów, Gonow. W 2010 roku sfinalizowano także pierwsze joint venture z europejską firmą, tworząc spółkę GAC Fiat (później przemianowaną na GAC FCA). Dwa lata później, w 2012, agresywna polityka rynkowa została zmaterializowana kolejnym joint venture - tym razem GAC Mitsubishi z japońskim Mitsubishi.
W 2017 roku GAC Group zainwestowało w dynamicznie rozwijającą się wówczas branżę samochodów elektrycznych w Chinach, kiedy to powstała podległa GAC Motor firma i marka GAC Aion. W 2019 roku razem z NIO utworzono kolejną markę Hycan, a w 2022 roku - Hyper (po 2024 Hyptec). Rozbudowa portfolio modelowego GAC Group pozwoliła zakończyć 2023 rok z 2,5 miliona zbudowanych samochodów.